# Life by You
Life by You — отменённая игра в жанре симулятора жизни, разработкой которой руководил Род Хамбл, известный по участию в создании игр Second Life, The Sims 2 и The Sims 3.
Игровой процесс Life by You задумывался, как во многом схожий с играми серии The Sims, где игрок мог бы управлять виртуальными персонажами и помогать им проживать виртуальную жизнь, удовлетворяя базовые потребности, строя отношения и помогая достигать жизненные цели. Разработкой игры занималась Paradox Tectonic, основанная ещё в 2019 году Хамблом.
17 июня 2024 года Paradox Interactive объявили об отмене игры.

## Игровой процесс
Life by You должна была быть симулятором жизни, во многом схожим с играми серии The Sims. В нём игрок мог бы создавать и управлять одним или несколькими персонажами. Как и в реальной жизни, персонажи в игре должны были бы зарабатывать на жизнь, работая, и выстраивать отношения с другими персонажами, в том числе создавая с ними семьи. Игрок мог бы создать персонажа в специальном редакторе, выбирая пол, внешность, расовую принадлежность, а также рост. Персонажами можно было бы управлять, но при этом они обладали бы определённой свободой действий. Игрок мог бы отыгрывать разные жизненные пути для своих персонажей, будь то стремление по карьерной лестнице, или создание большой семьи. Для достижения разных целей потребовалось бы взаимодействовать с обществом. Персонажи должны были разговаривать на настоящем языке. Доступные варианты предложений, вопросов и ответов генерировались бы в зависимости от конкретной ситуации, личности персонажа и его жизненного опыта. Должна была быть предоставлена возможность создавать свои собственные диалоги. Игрок мог бы управлять персонажем как от третьего, так и от первого лица. Life by You должна была бы предоставлять возможность быстро сменять управление между персонажами из разных семей, минуя меню города.
Игра должна была вы предлагать продвинутый редактор строительства, позволяя создавать здания разной формы и обустраивать их мебелью. Помимо прочего в игру задумывалось встроить редактор стилей и цветовой круг, позволяющий перекрашивать объекты в любой цвет. Игрок мог бы менять размер мебели, подстраивая её под персонажей разного размера. Также была бы возможность изменять скрипт предметов. Так, разработчики продемонстрировали, что любому объекту можно добавить функцию, к примеру, унитаза. В Life by You должен был быть представлен полностью открытый мир. Игрок имел бы возможность менять и настраивать планировку города. Персонажи должны были передвигаться по городу на автомобиле или велосипеде. В игру должны были быть внедрены продвинутые инструменты для людей, создающих различные модификации, которые позволят создавать им собственные диалоги, скрипты, игровые сценарии или ломать логику игры. Пользовательские скрипты позволяли бы, например, сделать функциональными разные общественные заведения, будь то офис или ресторан, а пользовательские сценарии могли бы представлять собой например челленджи наподобие «вырастить 100 детей». Игрок в том числе мог бы настраивать демографию населения, например половое, возрастное, расовое распределение, распространённость людей с определённым сексуальным предпочтением, гендерной идентичностью и т. д. Это позволяло бы в том числе создавать города с разными культурными оттенками.

## Разработка
Разработкой игры занималась команда Paradox Tectonic под руководством Рода Хамбла, ранее принимавшего участие в разработке игр серии The Sims. В команду создателей также входило несколько бывших разработчиков игр The Sims. Paradox Tectonic входит в состав компании разработчиков Paradox Interactive, известной за выпуск игр-симуляторов. Известно, что в 2019 году Paradox Interactive основала своё подразделение Paradox Tectonic во главе с Родом Хамблом. Ещё в 2020 году он подтверждал, что работал над амбициозным проектом, не раскрывая дальнейших деталей. Разработчики надеялись, что Life by You могла бы привлечь внимание фанатов благодаря функциям, которых нет в The Sims 4. Они также упоминали Cities: Skylines — другой проект от Paradox Interactive, который смог превзойти последнюю игру от Maxis — SimCity. Однако Род Хамбл отметил, что не ожидал, что его проект мог бы представлять угрозу для The Sims.

### Кастомизация и моддинг
Разработчики отметили, что с точки зрения базовой механики, Life by You можно было описать, как типичную игру из серии The Sims. Однако команда стремилась сделать её игровой процесс инновационным, предоставив игрокам больше возможностей для создания и персонализации. Помимо традиционных инструментов для создания персонажа и строительства дома, в Life by You также должна была быть возможность настраивать диалоги персонажей и их карьеру. Создатели позиционировали Life by You как один из самых модифицируемых симуляторов жизни, когда-либо созданных. Разработчики сообщили, что в игре предоставляла бы множество инструментов для создания модов. С их помощью игроки могли бы разрабатывать собственные сценарии, события, навыки и квесты, делая игру более увлекательной и разнообразной. Например, с помощью скриптовых инструментов можно было бы создать функциональные офисы или рестораны. Игрок мог бы самостоятельно формировать характер своего персонажа, определяя, как он должен был бы реагировать на различные ситуации. В игру планировалось включить инструмент для создания и редактирования объектов, который позволял бы моддерам загружать и использовать собственные трёхмерные модели и анимации. Разработчики также объявляли, что задумывали поощрять эротические и сексуальные модификации. Разработчики также упоминали и про жестокие моды с убийствами и насилием, заметив, что они препятствовали бы «превращению игры в GTA», однако сами выступали категорически против насилия и в базовой версии игры исключалась бы возможность убивать персонажей, но они могли бы умереть от несчастного случая. Также персонажи не должны были бы болеть.

### Игровой процесс
Разработчики уделили особое внимание проработке реалистичного игрового мира, в которой процедурная генерация играла бы центральную роль. Например игра должна была генерировать диалоги персонажей в зависимости от множества факторов, как личность, отношения, обстоятельства и другое. Игра в том числе должна была генерировать диалоги на настоящем языке, а не использовать ограниченный выбор диалогов на вымышленном языке, как в The Sims.
Род Хамбл ставил перед собой задачу создать игру с полностью открытым игровым миром, называя его главным качеством полноценного симулятора жизни. Однако это касалось не просто отсутствия экранов загрузки, но и создания живого, меняющегося мира и реалистичного окружения. Виртуальные миры и его жители должны были следовать правилу эквивалентности, то есть любой персонаж, который игрок встретил бы в игре, даже если это условный работник в общественном заведении — должен был быть полноценным персонажем со своими потребностями, предысторией, отношениями/семьёй и жилищем, в котором он бы жил. То есть если игрок сменил бы управление например на условного бармена, то он смог бы продолжить играть за него, обслуживая посетителей. Хамбл называл эту часть разработки одной из самых сложных задач, заметив что традиционно в играх NPC играют роль реквизита. Только работа над процедурной генерацией общества в открытом мире заняла у разработчиков несколько лет. Также у персонажей из Life by You должна была присудствовать память, они должны были запоминать разные события и это влияло бы на принятие ими решений, развитие их навыков или отношений. Например вражески настроенные персонажи должны были распускать сплетни на основе увиденного. Так как поведение и диалоги персонажей являлись бы продуктом процедурной генерации, команда должна была удостоверится, чтобы игра не воспроизводила сценарии, которые игроки могут счесть тревожными или даже оскорбительными, тем не менее даже это игроки имели бы возможность поменять с помощью пользовательских скриптов. В симуляторе жизни задумывалась возможность менять рост персонажа, а также размер мебели. Хамбл назвал также это сложной частью разработки, так как требовалось проработать кинематику, чтобы персонажи разных размеров корректно взаимодействовали бы друг с другом или предметами.

## Анонс и выход
Впервые тизер игры был опубликован 6 марта 2023 года, её официальный анонс вместе с выпуском трейлера состоялся 20 марта 2023 года. Life by You рекламировалась, как игра, способная бросить вызов The Sims 4. В промо материалах подчёркивались преимущества будущей игры над знаменитым симулятором жизни от EA Games, в частности полностью открытый мир и расширенные настройки кастомизации.
Игра должна была стать доступна для покупки в рамках раннего доступа 12 сентября 2023 года на цифровых платформах Steam и Epic Games Store. Предварительный заказ игры стал доступен в марте 2023 года в Epic Games Store. Первые 100.000 игроков, оформивших предзаказ или купивших игру получат доступ на частный сервер в Discord.
Разработчики объявили, что игра должна была бы находиться в раннем доступе не менее года, чтобы за это время команда имела возможность завершить разработку с учётом критики и пожеланий игроков. Создатели предупредили, что для плавной работы игры потребовались бы компьютеры с мощной производительностью, не менее 16 ГБ ОЗУ и графическим процессором не слабее GeForce RTX 2060.
В июле 2023 года было объявлено о переносе даты раннего доступа на 5 марта 2024 года. Разработчики объявили, что хотят доработать интерфейс и графику игры, основываясь на отзывах интернет-сообщества. Род Хамбл упоминал негативную реакцию пользователей на визуальную графику, заметив, что его команда потратит дополнительные полгода на полную переработку интерфейса, редизайн моделей персонажей, доработку анимаций, а также доработку инструментов для моддинга. В феврале 2024 года разработчики сообщили, что релиз игры переносится на 4 июня 2024 года, а мае было объявлено о переносе релиза на неопределённый срок. Разработчики признались, что им требуется дополнительное время на разработку для решения ряда существенных проблем.

### Отмена
17 июня 2024 года Paradox объявила об отмене выпуска игры. Компания утверждала, что для них это было крайне трудным, но правильным решением. Хотя после нескольких переносов даты релиза некоторые из проблем были решены, игра по-прежнему страдала от фундаментальных недостатков, которые невозможно было решить в ближайшее время с имевшимися средствами. Иное версию утверждал Уиллем Делвенталь, бывший геймдизайнер Life by You. Он заметил, что ход разработки шёл плавно и игра была почти готова. Об отмене разработки команда узнала лишь после публичного анонса, в том числе о том, что всю их команду распустили и уволили. Причины отмены руководство Paradox разработчикам так и не объяснило. Команда разработчиков срочно пыталась найти нового инвестора для своего проекта и даже рассматривала возможность переквалифицироваться в инди-студию, но в итоге команда развалилась.
Paradox в свою очередь заметила, что потратила на разработку игры  19,2 миллиона долларов, что стало главной причиной снижения операционной прибыли компании на 90% во втором квартале 2024 года по сравнению с тем же кварталом 2023 года. Компания не отказалась от повторной разработки симулятора жизни, но заметила, что хотела бы начать «с более малого», собрать меньшую команду на начальной стадии разработки и уделить больше времени препродакшену.

## Реакция
Реакция у игровой прессы на анонс Life by You была в целом положительной, они упоминали проект Рода Хамбла, как потенциального грозного конкурента для серии игр The Sims, также упоминая находящийся в разработке симулятор жизни Paralives, заметив что обе эти игры предзнаменуют окончание жанровой монополии серии The Sims. Редакция PC Game также упоминала историю с игрой Cities: Skylines от Paradox Interactive, которая своим успехом затмила её «прародителя» SimCity, предполагая, что история с Life by You и The Sims могла бы повториться схожим образом.
Тем не менее некоторыми редакторами была упомянута внешне сырая графика. Журналист GameRant упрекнул игру за её блеклую, невзрачную и лишённую своей идентичности графику, до такой степени, что из-за этого игра рискует стать провальной. Даже если разработчики, судя по их интервью, были полностью сосредоточены на игровом процессе, нельзя было недооценивать визуальную составляющую, так как она играет не менее важную роль в привлечение игроков. Представитель The Gamer заметил, что игре не хватало художественной идентичности, которая славится The Sims 4 несмотря на более простую графику и это могло бы привести к провалу несмотря на многочисленные геймплейные преимущества.
Тем не менее журналисты выражали надежду, что это была бы лишь временная проблема для находящийся пока в разработке игры. Журналист Rock Paper Shotgun указал на другую серьёзную проблему из-за слишком высоких системных требований, заметив что игра с самого начала исключала бы огромное количество потенциальных игроков и проигрывала бы в этом плане The Sims 4, которая позиционируется, как доступная игра для слабых компьютеров.